# خط صيني عربي

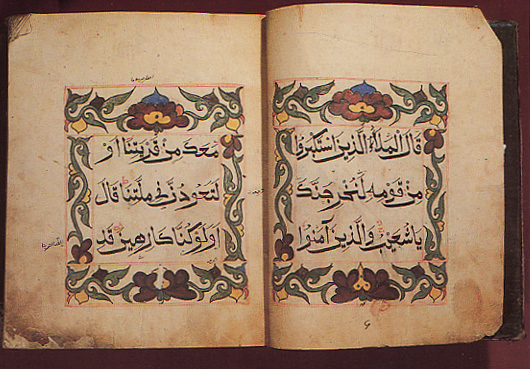
مصحف يعود إلى القرن الحادي عشر الهجري مكتوب بالخط الصيني.

الخط الصيني هو خط عربي ظهر في الصين، لدى المسلمين فيها، وهو متأثر بالكتابة الصينية، وهو يخطّ بفرشاة مصنوعة من شعر الحصان عوض القلم المستعمل في الخطوط العربية الأخرى. من أشهر خطاطيه نور الدين مي غوانغ تشانغ.
الخط الصيني به سمات تشابه كثيرة مع خط المحقق.

## صور

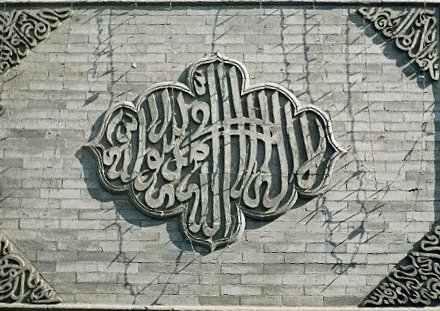
الشهادة مكتوبة بالخط الصيني على مسجد شيان.
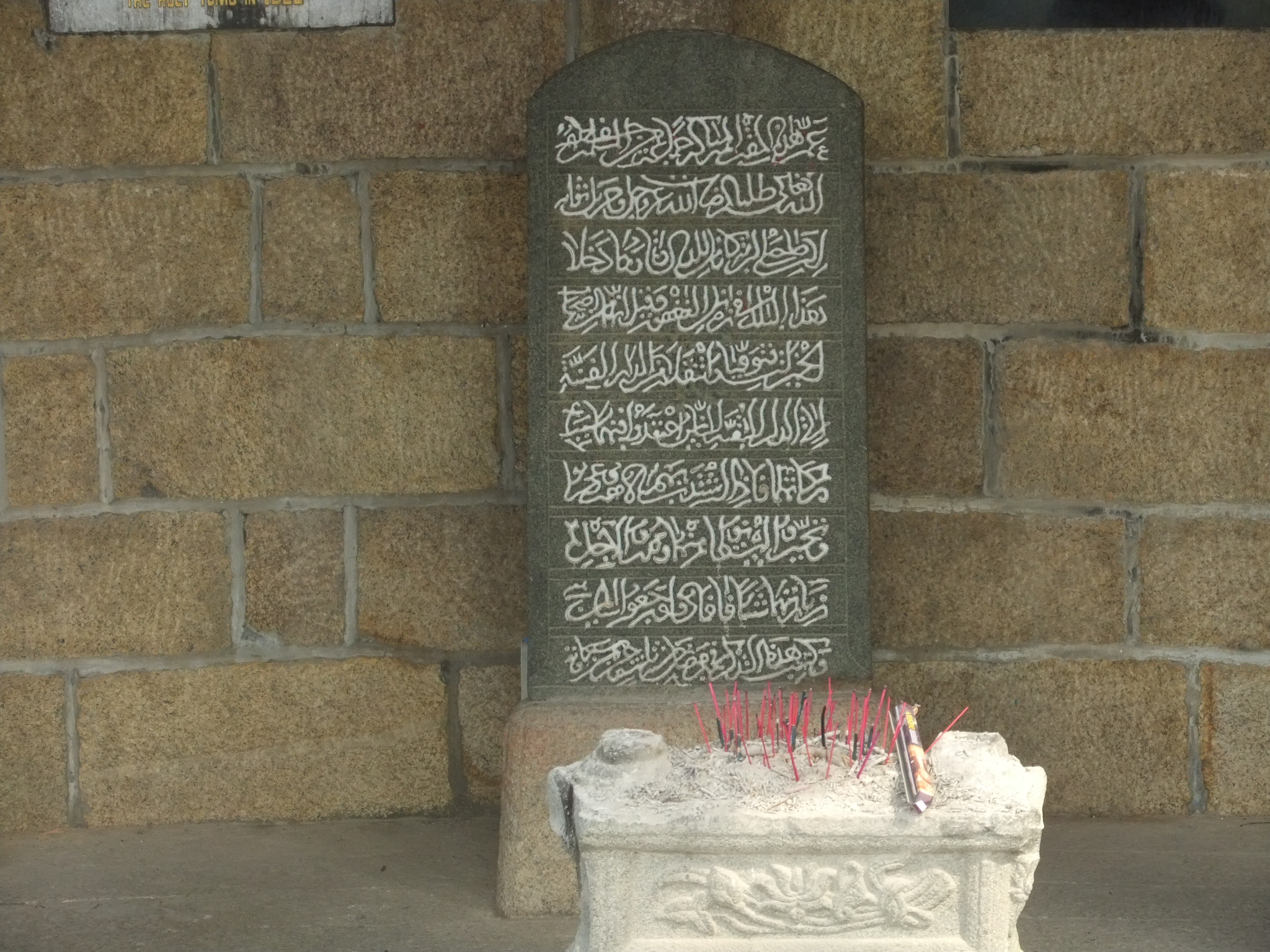
لوحة تذكارية نصبت في عهد مملكة يوان لشخصان دعا أهل مدينة الزيتون إلى الإسلام.
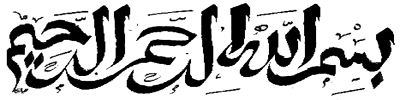
أنموذج من الخط الصيني.
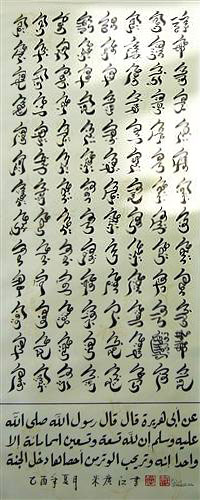
أسماء الله الحسنى مكتوبة بالخط الصيني.
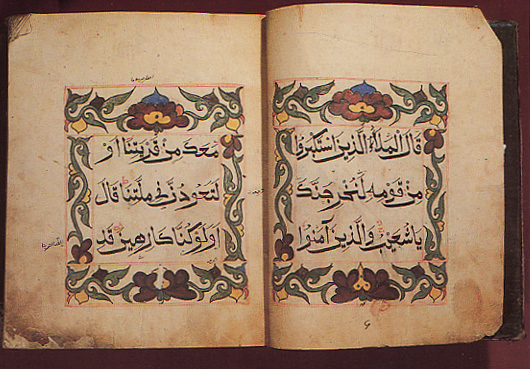
صفحتان من مصحف مخطوط بالخط الصيني (القرن الحادي عشر الهجري).
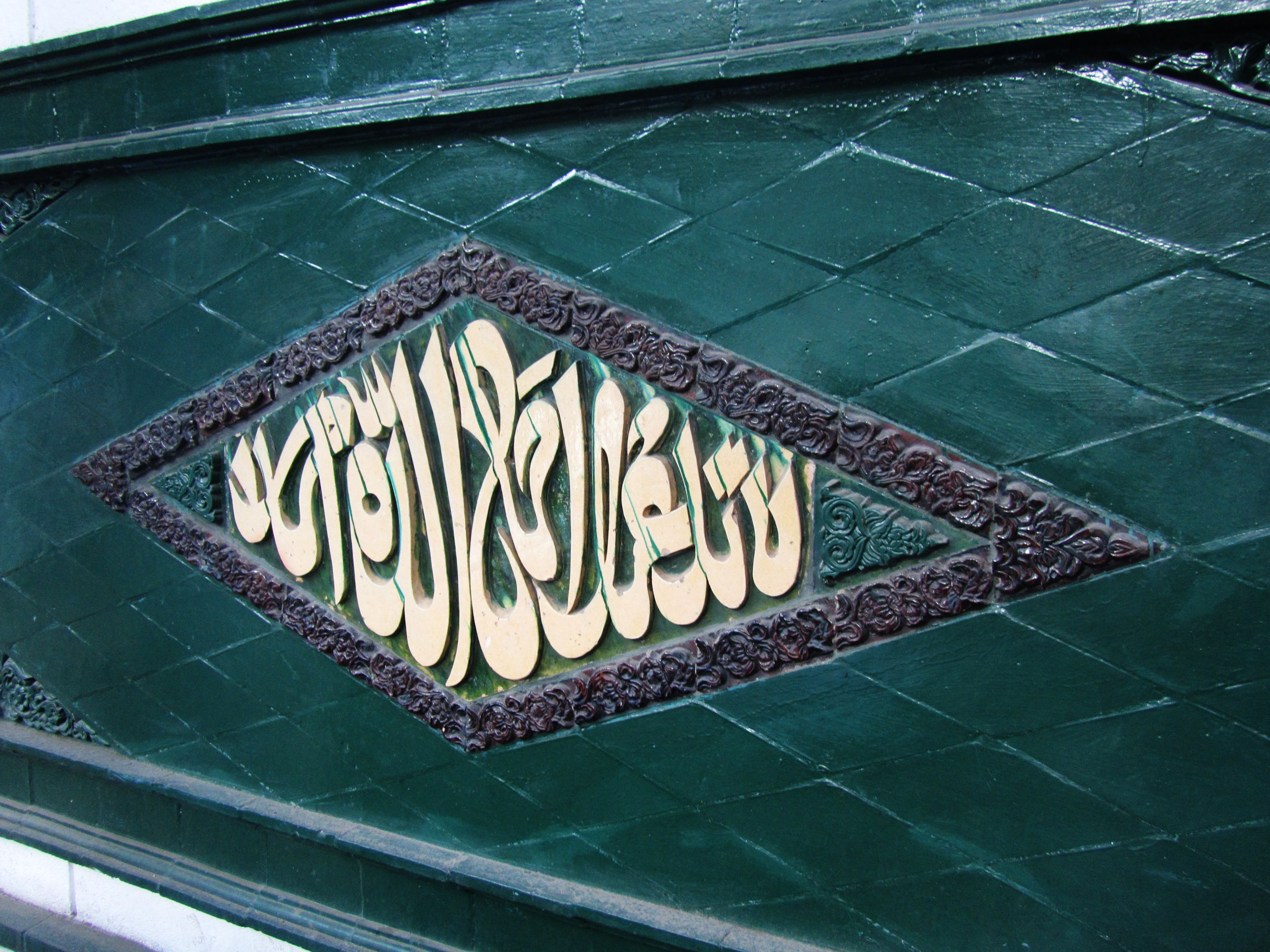
من مسجد تاييوان.